# Fintan Gavin
Fintan Gavin (ur. 1 stycznia 1966 w Dublinie) – irlandzki duchowny rzymskokatolicki, biskup Cork i Ross od 2019.

## Życiorys
Święcenia kapłańskie otrzymał 7 czerwca 1991 i został inkardynowany do archidiecezji dublińskiej. Po święceniach pracował jako katecheta w kilku archidiecezjalnych szkołach. Od 2003 był pracownikiem kancelarii kurii (w latach 2004–2017 był jej wicekanclerzem, a w kolejnych latach kanclerzem).
8 kwietnia 2019 papież Franciszek mianował go ordynariuszem diecezji Cork i Ross. Sakry udzielił mu 30 czerwca 2019 biskup John Buckley.